# Jürgen Kruse (Glockengießer)
Jürgen Kruse († nach 1547) war ein deutscher Glocken- und Geschützgießer in Hannover.

## Leben und Werk
Jürgen Kruse wirkte im 16. Jahrhundert als Mitglied der hannoverschen Gießerfamilie Kruse, zu der auch Henni oder Henning Kruse zählte.
1547 goss Kruse fünf Schlangen für Hannover, darunter eine mit dem Namen „Help Got in evicheit“, eine andere mit der Bezeichnung „der Becker Stück“, da diese von der Bäckerinnung bestellt worden war. Die Schlangen wurden in Hannover üblicherweise von dem Apengeter gegossen, der auch offene Gefäße goss.